# Schneller János Lajos
Schneller János Lajos (Sopron, 1772. április 8. – Kőszeg, 1841. december 5.) ágostai evangélikus lelkész és senior.

## Életútja
Schneller Egyed Lajos bábsütő és Ritter Klára Katalin fia. Középiskoláit Sopronban, a teológiát Jénában 1794-97 (öt szemeszter) végezte, ahol főleg bölcseleti (Kant) tanulmányokkal foglalkozott. 1798-ban Bécsben hitoktatói állásra megválasztották; 1802-07-ben Welsben (Ausztria) lelkész volt; 1807-10-ben Pinkafőn (Vas megye) ugyane minőségében szolgált; 1810 és 1841 között kőszegi lelkész volt, 1828-30-ban felső-vasi esperes. Meghalt 1841. december 5-én, élete 70., hivataloskodásának 32. évében Kőszegen.

## Munkái
- Grabrede auf die durch Räuberhand grausam ermordete Witfrau Eleonora Freiler und deren Dienstmagd Maria Schwarz. Güns, 1834.
- Trauerpredigt zur Todesfeier Sr. Maj. Kaisers u. königs Franz I. gehalten in der evang. Kirche zu Güns den 22. März 1835. Uo.